# Вілард Нормчароен
Вілард Нормчароен (тай. วิลาศ น้อมเจริญ, нар. 14 липня 1962 — пом. 7 січня 2014, Бангкок) — таїландський футболіст, який грав на позиції воротаря. Відомий за виступами у складі низки таїландських клубів, а також у складі національної збірної Таїланду. грав також за збірні Таїланду з футзалу і пляжного футболу.

## Клубна кар'єра
Вілард Нормчароен розпочав виступи у професійному футболі в 1981 році в складі команди «Роял Таї Ейр Форс», у якій грав до 1987 року. З 1988 до 2002 року він грав у складі клубу «Тай Порт», після чого завершив виступи на футбольних полях. Помер Вілард Нормчароен 7 січня 2014 року в Бангкоку від раку.

## Виступи за збірні
У 1984 році Вілард Нормчароен дебютував у складі національної збірної Таїланду. У складі національної збірної грав до 1989 року, а в 1990 році грав у її складі на Азійських іграх. У 1999—2002 роках Вілард також грав за збірну Таїланду з футзалу. У 2002 році у складі збірної Таїланду з пляжного футболу грав на чемпіонаті світу з пляжного футболу 2002 року, де таїландська збірна зайняла 4 місце, а Вілард був визнаний кращим воротарем.